# Amastris revelata
Amastris revelata är en insektsart som beskrevs av Broomfield 1976. Amastris revelata ingår i släktet Amastris och familjen hornstritar. Inga underarter finns listade i Catalogue of Life.